# 정학
정학(停學)은 초등학교, 중학교, 고등학교, 대학의 학생이 교칙으로 금지되어 있는 것을 행하여 형벌로 주는 것이다. 등교를 정지시킨다. 스포츠에서도 출전을 금지시키는 것도 정학이라 한다. 대한민국의 경우 중학교까지는 의무 교육이기 때문에 중학교에서는 유기정학 (有期停學) 10일만 있다. 고등학교의 경우에는 유기정학 외에 무기정학 (無期停學)이 주어지는 경우도 있다.
정학이 아닌 정지학업이라는 말도 있다.

## 같이 보기
- 퇴학